# Polyorycta
Polyorycta is een geslacht van vlinders van de familie uilen (Noctuidae), uit de onderfamilie Eustrotiinae.

## Soorten
- P. dimidialis Fabricius, 1794
- P. pudica Snellen, 1880